# Ludvika Kommun Stadshus AB
Ludvika Kommun Stadshus AB är ett svenskt förvaltningsbolag som agerar moderbolag för de verksamheter som Ludvika kommun har valt att driva i aktiebolagsform. Bolaget ägs helt av kommunen.

## Bolag
Källa: 
- Ludvika Kommunfastigheter AB (100%)
  - Ludvikahem Aktiebolag
  - Tryggheten i Ludvika fastigheter Kommanditbolag
- Ludvika Stadsnät AB (100%)
- Västerbergslagens Energi Aktiebolag (28,6%)
  - Västerbergslagens Elförsäljning AB
  - Västerbergslagens Elnät AB
- Västerbergslagens Kraft Aktiebolag (100%)
  - Krafttanken AB
- Wessman Vatten & Återvinning AB (100%)
  - WBAB Wessman Barken Vatten & Återvinning AB (50%)